# تايمي سوزوي
تايمي سوزوي (بالإنجليزية: Taimei SUZUKI)‏(ولد في 9 مارس 1935، طوكيو، اليابان)هو مؤدي اصوات ياباني.

## أعماله[2]
- مغامرات توم سوير (أنمي)
- شيغيو يايجيما في أبطال الملاعب
- سيد سيزيمان في هايدي (أنمي)
- بوكسينو في إينوياشا
- ماجد لعبة خشبية
- بيل وسيباستيان (أنمي)
- كايزر في بوكيمون (الحلقة 35)
- النمر الكبير / المعجزة 3 في النمر المقنع

## وصلات خارجية
- تايمي سوزوي على موقع IMDb (الإنجليزية)
- تايمي سوزوي على موقع قاعدة بيانات الفيلم (الإنجليزية)